# 靈戈爾德穹丘
69°20′S 157°39′E / 69.333°S 157.650°E
靈戈爾德穹丘（英語：Ringgold Knoll）是南極洲的穹丘，位於奧次地，處於阿切角以南17公里的馬圖謝維奇冰川東岸，該穹丘現時由南極條約體系管理。